# Михеев, Анатолий Александрович
Анатолий Александрович Михеев (род. 1931) — советский хоккеист, нападающий.

## Биография
В сезоне 1953/54 играл за московский «Локомотив» в Кубке СССР. Семь сезонов (1955/56 — 1961/62) провёл за «Локомотив» в чемпионате СССР, бронзовый призёр в сезоне 1960/61. Выступал во второй группе класса «А» за клубы «Ермак» Ангарск (1964/65) и «Энергия» Саратов (1965/66).
Играл за молодёжную и вторую сборные СССР.